# Себу (річка)

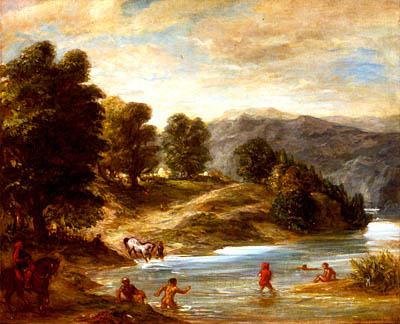
Річка Себу, Ежен Делакруа, 1858 рік

Себу (араб. سبو) — найбільш повноводна річка в Марокко, протікає в північній частині країни. В давнину у фінікійців називалась Себус. Бере початок у Джебель-Бені-Азрар, на північно-західному схилі Середнього Атласу, тече 5 км на схід від Фесу, біля гирла зливається з річкою Бет і впадає в Атлантичний океан біля міста Махедія. Річка судноплавна на 20 км від узбережжя до Кенітри — єдиного річкового порту в Марокко.
Довжина річки становить 458 км, середній стік — 137 м³/с. За середнім стоком Себу займає перше місце в країні, за довжиною — друге після Умм-ер-Рбія. Долина річки Себу досить родюча, тут вирощуються оливки, рис, пшениця, цукровий буряк, цитрусові і виноград.

## Список приток
Нижче наведений повний список приток річки Себу:
- Бет — на річці розташована гідроелектростанція в Ель-Кансері
  - Рдом — на річці розташована термальна електростанція в Сіді-Касем
    - Круман

  - Тархерест
  - Учкет
  - Ваді-ель-Кель
  - Тигригра
- Уеррха
  - Таунат
  - Аудур
  - Аулай
  - Ваді-ель-Амезас
  - Ваді-Сра
- Міккес
- Ваді-ель-Абіод
  - Ваді-Лебен
  - Ваді-Аммар
  - Ваді-ель-Хадар
  - Ваді-Ларбаа
- Ваді-Амекла
- Ваді-Злул

## Каскад ГЕС
На річці розташовано ГЕС Allal Al Fassi. Планується спорудження ГЕС El Menzel вище за течією.